# Ясинівка (річка)
Ясенівка — річка у Камінь-Каширвському районі Волинської області, ліва притока Стоходу (басейн Дніпра).

## Опис
Довжина річки приблизно 10  км. Висота витоку над рівнем моря — 169 м, висота гирла — 157 м, падіння річки — 12 м, похил річки — 1,2 м/км. Формується з багатьох безіменних струмків.

## Розташування
Бере початок на північній околиці села Верхи. Тече переважно на південний схід і на південній околиця села Великий Обзир впадає у річку Стохід, праву притоку Прип'яті.